# Dziewanna firletkowa
Dziewanna firletkowa (Verbascum lychnitis L.) – gatunek rośliny z rodziny trędownikowatych. 

## Występowanie
Występuje w południowej i środkowej Europie i zachodniej Azji. Rozprzestrzenia się też gdzieniegdzie poza tym obszarem rodzimego swojego występowania. W Polsce pospolity.

## Morfologia

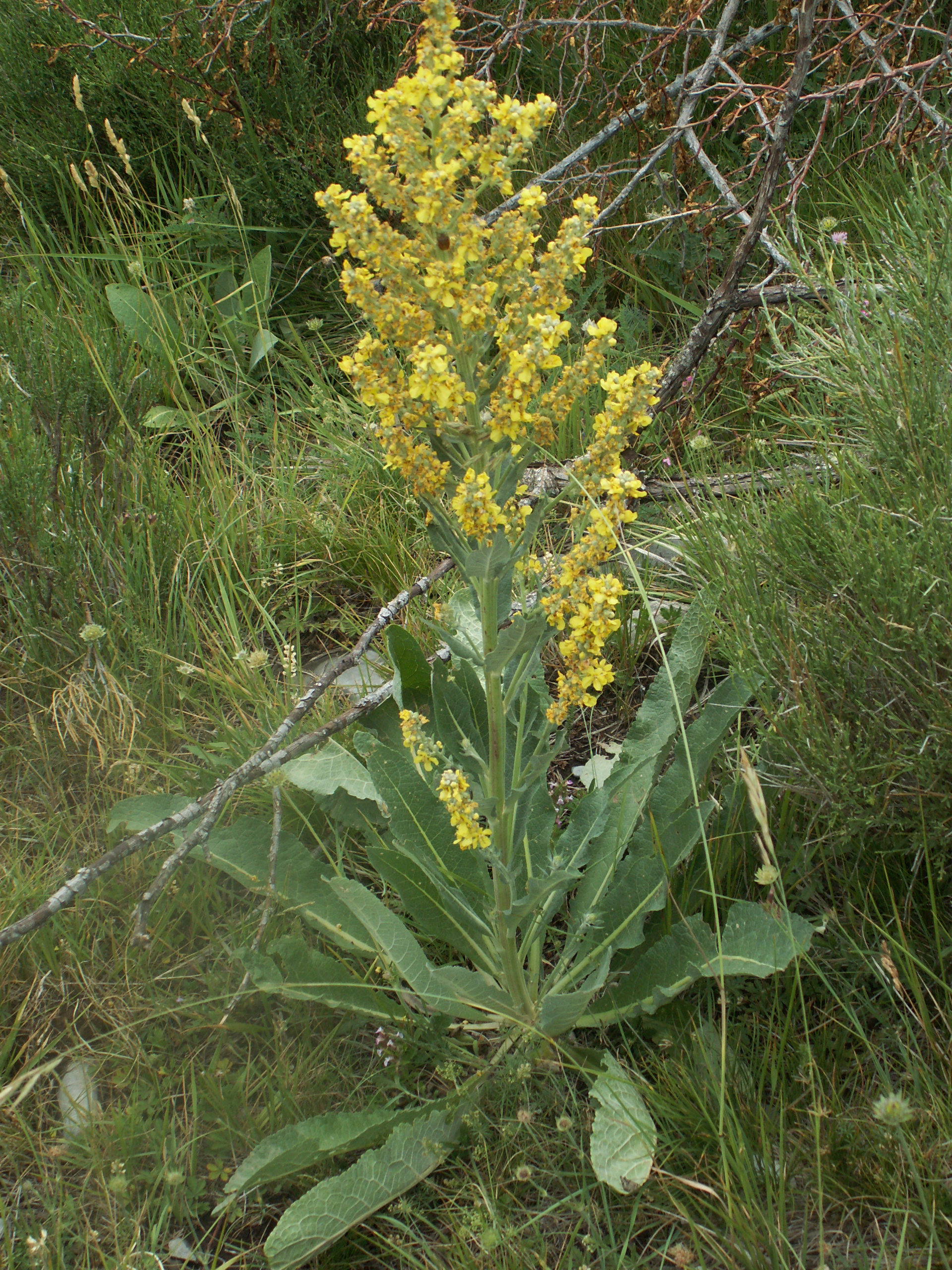
Pokrój

PokrójRoślina dwuletnia o wysokości od 50 do 150 cm.
ŁodygaWzniesiona, w górnej części kanciasta.
LiścieOdziomkowe na ogonkach, podługowato-lancetowate, łodygowe owalne, zaostrzone. Na wierzchu nagie, od spodu szaro owłosione.
KwiatyJasnożółte lub białawe, zebrane w kłosokształtnych kwiatostanach, korona od 1 – 1,4 cm.

## Biologia i ekologia
Roślina dwuletnia. W Polsce kwitnie od czerwca do września. Rośnie na brzegach dróg, lasów, porębach, zaroślach, murawach ciepłolubnych, chętnie na głebach wapiennych. W klasyfikacji zbiorowisk roślinnych gatunek wyróżniający dla O. Onopordetalia acanthii i All. Atropion belladonnae